# Chlorobyrrhulus ostasiaticus
Chlorobyrrhulus ostasiaticus là một loài bọ cánh cứng trong họ Byrrhidae. Loài này được Tshernyshev miêu tả khoa học năm 1997.